# Вартовская
Ва́ртовская — река в России, в Александровском районе Томской области. Правый приток Оби. Длина реки составляет 159 км, площадь водосборного бассейна 975 км². Высота истока — 94 м над уровнем моря.
По правому берегу реки — болота Междуречье и Сигайкуй с озером Иллипех, по левому — болото Озёрное с озёрами Лаксылъёнтарь, Играхъёнтарь, Большой Ёнтарь.
Напротив устья — остров Назинский. В 3 км ниже по течению Оби — село Назино.

## Притоки
(от истока)
- правый: Малая Ихнеяга
- левый: Малая Вартовская
- правый: Болотный Исток

## Данные водного реестра
По данным государственного водного реестра России относится к Верхнеобскому бассейновому округу, водохозяйственный участок реки — Обь от впадения реки Васюган до впадения реки Вах, речной подбассейн реки — Васюган. Речной бассейн реки — (Верхняя) Обь до впадения Иртыша.